# 조슈아 쿠퍼 라모
조슈아 쿠퍼 라모 (Joshua Cooper Ramo, 1968년 12월 14일 - ) 미국 대통령안보보좌관이었던 헨리 키신저가 세운 키신저 어소시에이츠(Kissinger Associates)의 부 위원장이다. 그는 뉴욕 타임즈 베스트 작가로서 2개의 작품이 널리 알려져 있다:The Age of the Unthinkable  The Seventh Sense.

## 교육과 경력
1968년 12월생인 라모는 시카고 대학을 거쳐 뉴욕 대학에서 경제학 석사학위를 받은 뒤 1993년 <뉴스위크>에서 저널리스트로 경력을 시작해 3년 뒤 <타임>으로 옮긴 뒤 디지털 부문 사업을 책임졌다. 이후 1998년 국제뉴스 편집장에 올랐으며 <타임> 역사상 최연소 부편집장을 역임했다.
비즈니스와 국제문제에 관심이 많던 라모는 2002년 중국 베이징으로 향했다. 칭화대학 겸임교수이자 골드만삭스 고문으로 활동하던 2004년 중국식 국가발전 모델인 '베이징 컨센서스'를 제안한 것으로 유명하다.
라모가 쓴 '베이징 컨센서스'와 '브랜드 차이나' 등 중국 발전에 관한 논문들은 중국은 물론 해외에서도 많이 읽히고 있다.
현재 베이징과 뉴욕을 오가며 국가 간 대규모 통상과 교역에 관한 자문 역할을 하는 라모는 다보스포럼에도 빠지지 않고 초대될 정도로 세계 정계와 외교계의 중요한 인물로 평가받고 있다.

## 텔레비전 직업 및 논란
미국 NBC 해설자 조슈아 쿠퍼 라모 '日 식민지 미화' 망언 원문은 다음과 같다.
"이번엔 일본을 소개합니다. 일본은 1910년부터 1945년까지 한국을 강점했던 국가입니다. 그러나 '모든 한국인'은 발전 과정에서 일본이 문화, 기술 그리고 경제적으로 중요한 모델이 됐다고 말할 것입니다."
"Now representing Japan, a country which occupied Korea from 1910 to 1945. But EVERY Korean will tell you that Japan is a cultural and technological and economic example that has been so important to their own transformation"